# Мања острва Санторинија
Мања острва Санторинија су мала острва која се налазе у непосредној близини познатом острва Санторини у Грчкој. Острва имају укупну површину од око 15 km² и већина се налази на ободу вулканског гротла које је екплодирало пре 3.600 година стварајући и данашњи Санторини и ова острва.
Острва су:
- Аспронизи
- Неа Камени
- Палеа Камени
- Тиразија

Једино насељено острво је Тиразија.